# Mon Ket
Pour plus de détails, voir Fiche technique et Distribution.
Mon Ket est un film belgo-français réalisé par François Damiens, sorti en 2018. Premier long métrage de l'acteur belge, le film présente la particularité d'être tourné en caméra cachée.

## Synopsis
Dany Versavel s'évade de prison, retrouve son fils et tente de refaire sa vie...

## Fiche technique
Sauf indication contraire, les informations mentionnées dans cette section peuvent être confirmées par la base de données cinématographiques IMDb,  présente dans la section « Liens externes ».
- Titre original : Mon Ket[2]
- Réalisation : François Damiens
- Scénario : François Damiens et Benoît Mariage
- Musique : Clément « Animalsons » Dumoulin
- Décors : Paul Rouschop
- Costumes : Cathy Marchand
- Photographie : Virginie Saint-Martin
- Montage : Isabelle Devinck
- Production : Hugo Sélignac, Vincent Mazel et Patrick Quinet
- Sociétés de production : Chi-Fou-Mi Productions et Artémis Productions, coproduit par WMG[3]
- Sociétés de distribution : Cinéart (Belgique), Studiocanal (France)
- Budget : 6 861 490 €[4]
- Pays de production :  France,  Belgique
- Langue originale : français
- Format : couleur - 2,35:1
- Genre : comédie
- Durée : 89 minutes
- Dates de sortie[5] :
  - Belgique, France : 30 mai 2018

## Distribution
- François Damiens : Dany Versavel
- Barbara Huylebroeck : l'avocate
- Matteo Salamone : Sullivan Versavel, le fils de Dany
- Tatiana Rojo : Patience, la prostituée
- Christian Brahy : le parrain de Sullivan
- Nancy Sluse : Nancy, la nouvelle compagne de Dany
- Mario Babić (en) : lui-même, joueur de l'AFC Tubize (caméra cachée)
- Edwin Gillet: doublure de François Damiens
- Eric Soriano: Jean, le banquier

## Production

### Genèse et développement
François Damiens avait depuis quelques années l'envie d’écrire un long métrage abordant les sujets de la paternité et de la filiation :
« C'est un thème qui me touche beaucoup, celui de ces parents et donc des pères qui essaient de faire du mieux possible pour élever leur enfant mais qui finalement font tout le contraire ! Il y a chez eux une vraie volonté de bien faire mais en les regardant agir, on sait nous que ce n’est pas la bonne façon de procéder et qu’évidemment c’est le gamin qui va morfler ! »
Le personnage principal, Dany Versavel, existait depuis longtemps dans la tête de François Damiens. Ce dernier le décrit comme un « “baraki”, c'est-à-dire un type sans foi ni loi, complètement en marge des règles de la société. Dany n’a aucun filtre, il fait exactement ce dont il a envie. Cet homme là n’a aucune pudeur, aucune retenue : il n’a aucun complexe, ni de supériorité ni d’infériorité ! Pour moi, c’est une sorte de cow-boy qui navigue entre la prison, la cavale ou la liberté en se sentant chez lui partout… Son sens des relations humaines est très particulier et quand Dany parle à son fils, il le fait comme il le ferait avec n’importe qui… ».
François Damiens souhaite que le film soit tourné en caméra cachée : « J'adore le principe de jouer la comédie avec des gens qui eux ne sont au courant de rien ! Ça donne souvent de très grands moments, partant du principe que l’on ne peut pas être plus juste, plus réel que ce qu’on est dans la vie… Je trouvais intéressant de pousser l’exercice à un récit de long-métrage ». Durant l'écriture, il se dit par ailleurs qu'il doit également en assurer la réalisation, étant lui-même spécialiste de la caméra cachée : « C’est un exercice très particulier. Quand j’en faisais pour la télévision, il m’arrivait souvent de passer derrière la caméra pour diriger les choses, ce qui était forcément très inconfortable pour les réalisateurs ! C’est comme engager un cuisinier et préparer le repas à sa place… ».

### Distribution des rôles
François Damiens ne fait appel qu'à des acteurs amateurs, hormis pour Tatiana Rojo, qui interprète son épouse. Certains sont des acteurs occasionnels, comme Mattéo Salomone qui interprète le fils, Christian Brahy (son parrain) ou encore Nancy Sluse (la 2e femme). Le reste de la distribution est composé d'anonymes « piégés » par les caméras cachées, comme l'explique le réalisateur : « Tous les autres personnages, j’insiste bien sur ce fait, sont des quidams de la vraie vie. Cela représente tout de même environ 25 personnes qui n’étaient au courant de rien, filmées à leur insu et dont il a fallu gérer les réactions, évidemment totalement improvisées ! »

### Tournage
Malgré un tournage en caméras cachées, une logistique importante était nécessaire. François Damiens raconte : « J'ai dû gérer une équipe de parfois plus de quarante personnes… Moi qui aime la légèreté et la liberté, j’ai été obligé de composer et de m’adapter à une équipe de cinéma qui forcément attend que vous fassiez votre petit numéro pour passer à la scène suivante ! La logistique était également très pesante : l’installation des caméras, le fait que les piégés ne devaient pas se croiser quand nous étions contraints à refaire une séquence qui n’avait pas fonctionné… »
Chaque jour de tournage, François Damiens est maquillé durant près de quatre heures. Prothèses dentaires, décolleurs d'oreilles, faux ventre, fausses cuisses sont nécessaires pour éviter qu'il soit reconnu : « C’est en effet le gros écueil de la caméra cachée : quand vous êtes reconnu, vous devez jeter la prise à la poubelle et quand vous pensez avoir été reconnu, ça fausse le jeu et ça plombe la scène… C’est comme raconter une blague à quelqu’un en se demandant s’il ne connaît pas déjà la chute ! »

## Accueil

### Box office
En Belgique, le film passe la barre des 100 000 entrées.
En France, après un très bon démarrage, il cumule 214 175 entrées en deux semaines.

## Distinctions

### Nominations
- Magritte 2019 :
  - Magritte du meilleur film.
  - Magritte du meilleur acteur pour François Damiens.
  - Magritte du meilleur espoir masculin pour Matteo Salamone.